# Therochaeta antoni
Therochaeta antoni är en ringmaskart som beskrevs av Kirkegaard 1996. Therochaeta antoni ingår i släktet Therochaeta och familjen Flabelligeridae. Inga underarter finns listade i Catalogue of Life.